# Cesco Baseggio
Cesco Baseggio (Treviso, Véneto, 13 de abril de 1897-Catania, Sicilia, 22 de enero de 1971) fue un actor teatral, cinematográfico y televisivo italiano.

## Biografía
Sus padres eran Arturo Baseggio, un violinista, e Irma Fidora, una soprano. Aunque nació en Treviso, pasó su juventud en Venecia, ciudad de origen de su familia. Estudió violín siguiendo los deseos de su padre, y entró en el mundo del teatro casi por accidente: conoció a Gianfranco Giachetti en 1913 mientras preparaba La locandiera, de Carlo Goldoni, siendo invitado a la representación; por curiosidad, Baseggio probó formar parte de la comedia, quedando tan fascinado que decidió dejar el violín y los estudios para dedicarse completamente a la interpretación.
Tres años más tarde hubo de servir en el ejército a causa de la Primera Guerra Mundial, consiguiendo la notoriedad al dirigir en Albania el "teatro del soldato". Finalizada la contienda tradujo El enfermo imaginario, de Molière, del francés al dialecto veneciano.
En 1920 fue invitado por Giachetti a entrar en la compañía "Ars Veneta" como actor de carácter y como actor brillante (papeles jóvenes y alegres), y en 1926 fundó una compañía teatral propia. Posteriormente asumió funciones de director artístico y, a partir de entonces (salvo tres años en la compañía de teatro de Venecia dirigida por Guglielmo Zorzi desde 1936 a 1937 y después por Alberto Colantuoni) dirigió compañías especializadas en comedias del repertorio de Carlo Goldoni, para las cuales resultó ser un actor muy adaptado.
Además de Goldoni, Baseggio también trabajó con obras de Shakespeare, Friedrich Schiller, Giacinto Gallina, Angelo Beolco, Gino Rocca y Renato Simoni.
En los años 1960, gracias a sus extraordinarias dotes comunicativas y a su simpatía, destacó en las adaptaciones a la televisión de algunas de las más célebres obras de Goldoni. 
Cesco Baseggio falleció en Catania, Italia, donde trabajaba como director de una comedia de teatro veneciano, en 1971. Sus restos fueron enterrados en el Cementerio de San Michele, en la Isla de San Michele, junto a otros actores del teatro dialectal veneciano, en el cual él se había especializado desde sus inicios artísticos.

## Selección de su filmografía

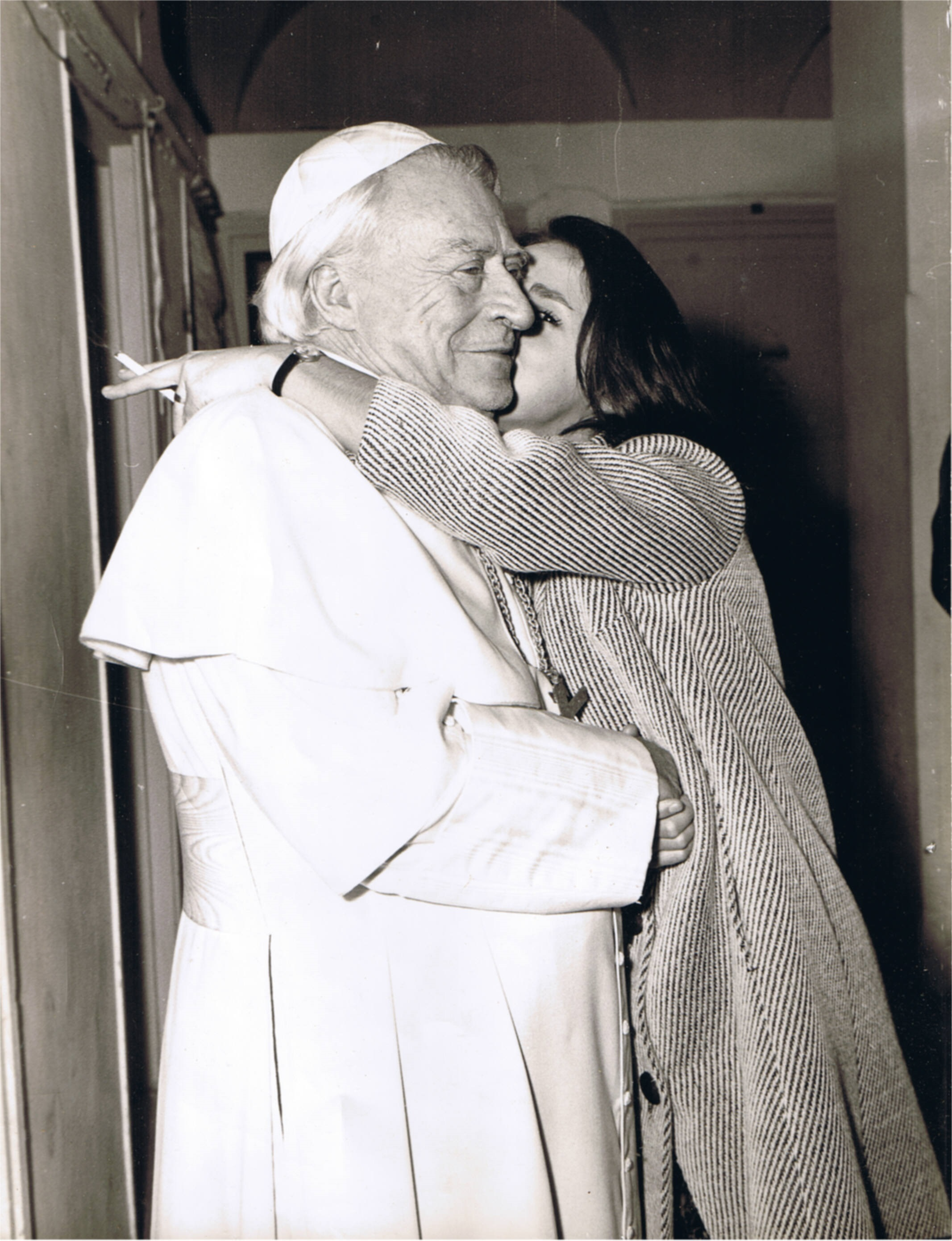
Cesco Baseggio con Gianna Raffaelli

- Bertoldo, Bertoldino e Cacasenno, de Giorgio Simonelli (1936)
- Il Corsaro Nero, de Amleto Palermi (1936)[8]
- Le scarpe al sole, de Marco Elter (1936)
- Nina, non far la stupida, de Nunzio Malasomma (1937)
- Giuseppe Verdi, de Carmine Gallone (1938)
- La vedova, de Goffredo Alessandrini (1939)
- Scandalo per bene, de Esodo Pratelli (1939)
- Il carnevale di Venezia, de Giuseppe Adami, Giacomo Gentilomo (1940)
- L'orizzonte dipinto, de Guido Salvini (1940)
- Mare, de Mario Baffico (1940)
- Piccolo alpino, de Oreste Biancoli (1940)
- I sette peccati, de Ladislao Kish (1941)
- Pia de' Tolomei, de Esodo Pratelli (1941)
- Il sogno di tutti, de Oreste Biancoli, László Kish (1941)
- Dente per dente, de Marco Elter (1942)
- La famiglia Brambilla in vacanza, de Carl Boese (1942)
- L'avventura di Annabella, de Leo Menardi (1942)
- L'angelo del crepuscolo, de Gianni Pons (1942)
- Il paese senza pace, de Leo Menardi (1943)
- Quelli della montagna, de Aldo Vergano (1943)
- La moglie in castigo, de Leo Menardi (1943)
- Canal Grande, de Andrea Di Robilant (1943)
- Finalmente sì!, de Ladislao Kish (1943)
- Gian Burrasca, de Sergio Tofano (1943)
- Dagli Appennini alle Ande, de Flavio Calzavara (1943)
- La buona fortuna, de Fernando Cerchio (1944)
- Un fatto di cronaca, de Piero Ballerini (1944)
- Trent'anni di servizio, de Mario Baffico (1945)
- L'angelo del miracolo, de Piero Ballerini (1945)
- Cuori senza frontiere, de Luigi Zampa (1950)
- Il vedovo allegro, de Mario Mattoli (1950)
- Arrivano i nostri, de Mario Mattoli (1951)
- Ho scelto l'amore, de Mario Zampi (1953)
- L'intrusa, de Raffaello Matarazzo (1956)
- Figaro il barbiere di Siviglia, de Camillo Mastrocinque (1955)
- Kean - Genio e sregolatezza, de Francesco Rosi y Vittorio Gassman (1956)

## Televisión
- Le baruffe chiozzotte, de Carlo Goldoni, con Cesco Baseggio, Luisa Baseggio, Alberto Lionello y Ave Ninchi; dirección de Carlo Lodovici, emitida el 26 de julio de 1955.
- Congedo, con Cesco Baseggio, Gianni Bonagura, Elsa Vazzoler y Wanda Capodaglio; dirección de Guglielmo Morandi, emitida el 19 de septiembre de 1955.
- La serva amorosa, de Carlo Goldoni, con Cesco Baseggio, Wanda Benedetti, Cesarina Gheraldi y Willy Moser; dirección de Italo Alfano, emitida el 18 de septiembre de 1964.
- Maigret sotto inchiesta, dirección de Mario Landi, con Gino Cervi, Andreina Pagnani, Cesco Baseggio y Carlo Alighiero; emitida por la RAI dentro de la tercera temporada de "Le inchieste del Commissario Maigret" (1968).
- EI moroso de la nona (1960), de Giacinto Gallina, con Carlo Micheluzzi, Willy Moser, Gianna Raffaelli y Cesco Baseggio; dirección de Cesco Baseggio y Fernanda Turvani
- Quando i pulcini cantano (1960), con Cesco Baseggio, Carmela Rossato, Lina Fleres y Emilio Rossetto; dirección de Cesco Baseggio y Gianfranco Bettetini
- Zelinda e Lindoro (1962), en el Teatro Odeon de Milán, con Lella Poli, Carmela Rossato, Franco Micheluzzi y Cesco Baseggio
- I recini da festa, con Toni Barpi, Carmela Rossato, Luisa Baseggio y Cesco Baseggio; dirección de Cesco Baseggio y Stefano de Stefani
- La buona madre, en el Teatro La Pergola de Florencia, con Luisa Baseggio, Margherita Seglin, Walter Ravasini y Cesco Baseggio; dirección de Cesco Baseggio y Lino Procacci
- I Rustegh, de Carlo Goldoni; dirección de Cesco Baseggio y Italo Alfaro; 1964, con Giorgio Gusso, Walter Ravasini, Wanda Benedetti y Willy Moser
- Il burbero benefico, con Carmela Rossato, Enrico Portilora, Gianna Raffaelli y Giorgio Gusso; dirección de Cesco Baseggio y Italo Alfaro
- EI prete rosso (1965), con Lino Zavattieri, Wanda Benedetti, Gianna Raffaelli y Mario Stegher; dirección de Cesco Baseggio y Italo Alfaro